# Orchestre de Macao
L'Orchestre de Macao (澳門樂團 en chinois, portugais : Orquestra de Macau) est un orchestre symphonique professionnel basé à Macao. Fondé en 1983 sous le nom d'Orchestre de chambre de Macao, il s'agrandit et acquiert son nom actuel en 2002. En Shao devient alors son directeur musical. Il est en 2011 dirigé par Lü Jia.
L'orchestre a travaillé avec des musiciens renommés comme Boris Berezovsky,  Lang Lang, Yundi Li, Maria João Pires, Joshua Bell, Sarah Chang, et Akiko Suwanai. Il a joué dans les grandes villes de Chine, et a donné des représentations en Espagne et au Portugal.